# Josef Ulsamer
Josef Ulsamer (* 4. Juli 1923 in Nürnberg; † 15. Dezember 2008 in Würzburg) war ein deutscher Musiker, der sich als Gambist und Ensembleleiter, unter anderem des Ulsamer-Collegiums, im Bereich der historischen Aufführungspraxis spezialisierte.

## Leben
Josef Ulsamer studierte Musik und Musikwissenschaft in Erlangen. Nach anfänglichem Cellostudium widmete er sich später ganz der Viola da Gamba. Er gründete 1955 das Nürnberger Gambencollegium, das später in das Ulsamer-Collegium umbenannt wurde. Von 1948 bis 1966 war er als Musikredakteur beim Bayerischen Rundfunk in Nürnberg tätig, wo er Mitbegründer der Sendung Musikalisches Tafelkonfekt war. In diese Zeit fiel auch die Gründung der Abteilung Volksmusik im Bayerischen Rundfunk (Studio Nürnberg), dessen Leitung er übernahm. 1967 erfolgte seine Berufung an die Musikhochschule Würzburg, wo er Leiter der Abteilung Historische Instrumente und Viola da Gamba war.
Als einer der Pioniere der Interpretation Alter Musik auf historischen Instrumenten machte Ulsamer sich – auch durch zahlreiche Konzerte, Rundfunk-, Schallplatten- und Fernsehaufnahmen, in Europa, Afrika, Süd- und Nordamerika und Japan – weltweit einen Namen. Er lehrte in zahlreichen Kursen in Deutschland, Holland, England, Österreich, Chile und Venezuela.
Ein besonderes Anliegen galt auch der Neuen Musik auf alten Instrumenten mit Kompositionen von Pierre Boulez, Hans Ulrich Engelmann, Klaus Hashagen, Werner Heider, Hans Werner Henze, Mauricio Kagel, Rudolf Kelterborn, Karlheinz Stockhausen und Jacques Wildberger (zum Teil für das Ulsamer-Collegium geschrieben).
Josef Ulsamer war seit 1952 mit der belgischen Cembalistin Elza van der Ven-Ulsamer (1921–2012) verheiratet und hatte mit ihr 6 Kinder.

## Künstlerisches Wirken
Das Ulsamer-Collegium (Josef Ulsamer mit Elza van der Ven-Ulsamer, Christina Hussong, dem Flötisten Bernhard Böhm, Hartmut Hein, dem Lautenisten Dieter Kirsch und Laurenzius Strehl) musizierte auf historischen Instrumenten, meist Kopien nach Originalen aus diversen Museen und Sammlungen.
Der besondere Stil des Ensembles wurde dadurch bestimmt, dass jeder Spieler eine ganze Reihe von Instrumenten beherrscht, so z. B.
Fideln, Gamben, Rotta, Drehleier, Renaissance- und Barockblockflöten, Traversflöte, Schalmei, Krummhörner, Rauschpfeifen, Pommer, Dudelsack, Syrinx, Zink, Renaissanceposaune, Serpent, Psalter, Harfe, Lauten, Cister, Theorbe, Chitarrone, Pandora, Clavichord, Cembalo, Hammerklavier, Orgel,
Glockenspiel, Schlagwerk.

## Auszeichnungen
- Kritikerpreis Chile, 1962
- Edisonpreis, Amsterdam, 1968
- Kulturförderpreis der Stadt Nürnberg,[4] 1968
- mehrmals Grand Prix du Disque
- deutscher, italienischer, spanischer, belgischer Schallplattenpreis
- Bundesverdienstkreuz am Bande, 1985

## Diskographie
- Aus alten Notenbüchern – Lieder und Spielstücke aus dem Glogauer- und Lochamer Liederbuch. Polydor 1955, 1964
- Georg Philipp Telemann: Der getreue Music-Meister. Archiv Produktion, Nr. 447723, 1967
- Tanzmusik der Renaissance. Archiv Produktion, Nr. 2533111, 1971
- Tanzmusik des Frühbarock. Archiv Produktion, Nr. 2533150, 1973
- Musikalisches Tafelkonfekt. Calig-Verlag, 1973
- Tanzmusik des Hochbarock. Archiv Produktion, Nr. 2533172, 1974
- Henry Purcell: Fantasien für Viola da Gamba. Archiv Produktion Nr. 2533366
- Heinrich Schütz: Psalmen. Archiv Produktion
- Georg Friedrich Händel: Violinsonaten. Carus-Verlag, 1982
- All Lust und Freud. Bellaphon Records, 1983
- Aus fernen Tagen. Saarländischer Rundfunk, Ausschnitte aus vier Sendungen von 1978 bis 1981

## Schriften
- Musikalisches Tafelkonfekt (zusammen mit Klaus Stahmer). Stürtz, Würzburg 1973, ISBN 3-8003-0066-4.